# BoA Complete Clips 2004–2006
BoA Complete Clips 2004–2006 – album wideo koreańskiej piosenkarki BoA wydany 7 marca 2007 roku.

## Notowania na listach przebojów
| Kraj    | Lista (2007) | Najwyższa pozycja |
| ------- | ------------ | ----------------- |
| Japonia | DVD Chart    | 6                 |